# Достук (Лейлекский район)

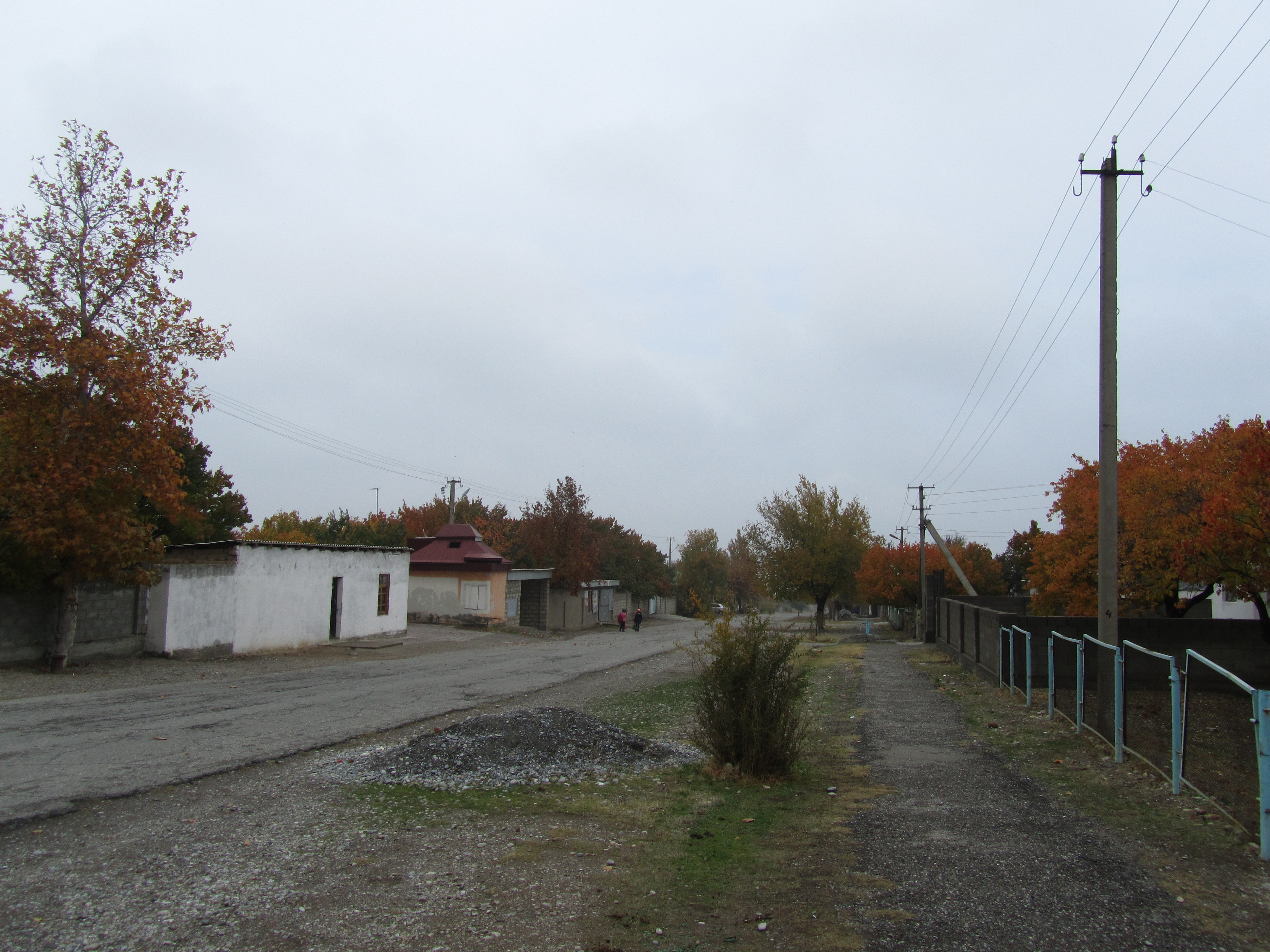
Центральная улица Достука

Достук (кирг. Достук) — село в Лейлекском районе Баткенской области Кыргызстана. Входит в состав Джаны-Джерского аильного округа. 
Расположен в юго-западной части Кыргызстана на расстоянии 94 км к северо-востоку от районного центра г. Исфана.
Согласно переписи 2009 года, население села составляло 2 958 человек, которое, в основном, занимается сельским хозяйством. В Достуке имеется средняя школа, библиотека, две бани, группа семейных врачей и больничное отделение.